# Nuña
Nuña fue reina consorte de Asturias por su matrimonio con el rey Ordoño I de Asturias y madre de Alfonso III el Magno, rey de Asturias.

## Biografía
Se desconocen su fecha de nacimiento y sus orígenes familiares, aunque existe la hipótesis de que es la hermana de Gatón del Bierzo, aunque también podría ser su cuñado. Contrajo matrimonio con el rey Ordoño I de Asturias, hijo de Ramiro I de Asturias. Su nombre figura en numerosos documentos emitidos por su esposo. Realizó diversas donaciones a las iglesias de Santiago, Oviedo, y al monasterio de San Julián de Samos.

## Matrimonio y descendencia
Fruto de su matrimonio con el rey Ordoño I nacieron por lo menos seis hijos:
- Alfonso III de Asturias (c. 848-910). Heredó el trono de Asturias a la muerte de su padre y contrajo matrimonio con Jimena, con quien tuvo descendencia. Fue sepultado en el panteón de reyes de la Catedral de Oviedo.
- Bermudo Ordóñez. Cuando su hermano Alfonso III subió al trono, se rebeló contra él. Fue el único de los hermanos del rey que se libró de ser cegado. Según Sampiro, Bermudo se exilió en Coímbra donde falleció poco antes de diciembre de 928. En esa fecha, Oneca —quien pudiera ser la hija de Leodegundia, probable hija del rey Ordoño I y, por tanto, hermana de este Bermudo, y esposa del conde Diego Fernández— aparece haciendo una donación al monasterio de Lorvão por el alma de Veremudo dive memorie que ha sido confundido frecuentemente con el rey Bermudo II de León, pero que en realidad, se refiere a este infante que vivió en el condado Portucalense.[3]
- Nuño Ordóñez, Fruela Ordóñez y Odoario Ordóñez quienes se rebelaron junto con su hermano Bermudo contra Alfonso III quien ordenó cegarlos.

También pudo ser la madre de: 
- Leodegundia Ordóñez, quien contrajo matrimonio con un infante, posiblemente García Íñiguez,[4] o un noble pamplonés, ya que en un diploma el rey Ramiro II de León se refiere a una de las hijas de Oneca y del conde Diego Fernández, llamada Leodegundia, como su tía.[5][6]

## Sepultura
Se desconoce la fecha de su defunción. Recibió sepultura en el panteón de reyes de la capilla de Nuestra Señora del Rey Casto de la catedral de Oviedo en el que también fueron sepultados su esposo, el rey Ordoño I, y su hijo Alfonso III.
| Predecesora: Paterna de Castilla | Reina consorte de Asturias 850-866 | Sucesora: Jimena |